# Зюльфю Ліванелі
Омер Зюльфю Ліванеліоглу (тур. Ömer Zülfü Livanelioğlu, рід. 20 червня 1946 р. Илгин) — сучасний турецький музикант, композитор, письменник, кінорежисер і політичний діяч.

## Життєпис
У 70-ті роки XX століття, після арешту, З. Ліванелі, який дотримувався лівих, соціалістичних поглядів, з політичних міркувань був змушений покинути Туреччину. Спочатку він мешкав у Стокгольмі, потім в Парижі й Афінах. У 1984 році він повертається в Туреччину, і дає у Стамбулі концерт, виконавши на ньому свою пісню «Мархаба» (Ласкаво просимо), яку захоплено зустріли його численні шанувальники.
Ліванелі — лауреат численних турецьких і міжнародних премій, його пісні перекладені багатьма мовами і виконувалися такими майстрами, як Джоан Баез, Марія Фарандурі та ін. Ліванелі — автор музики до більш ніж 300 пісень і 30 кінофільмів. Особливою популярністю на батьківщині користуються його пісні на вірші Назима Хікмета. Він також написав музику для балету і 5 театральних постановок. 
Як письменник, Ліванелі створив 14 художніх та публіцистичних творів, як кінорежисер — поставив 3 кінофільми. Лауреат премій Золота пальма Фестивалю Середземноморського кіно у Валенсії (1989) і Золота антилопа кінофестивалю в Монпельє. Фільм Ліванелі Туман, поставлений за написаним ним же однойменним романом, був номінований на звання Кращого європейського кінофільму. Фільми З. Ліванелі з успіхом демонструвалися не тільки в Туреччині, але і в США, у Франції, в Німеччині, Японії, Швейцарії та інших країнах, а також транслювалися BBC, німецькими, японськими, іспанськими та канадськими телекомпаніями.
Ліванелі — близький друг грецького композитора Мікіса Теодоракіса. Спільно, вони організували в 1986 році Комітет греко-турецької дружби. У жовтні 1986 року Ліванелі, на запрошення Чингіза Айтматова, приїжджає в Киргизстан, де бере участь у створенні Іссик-кульського форуму. З 1995 — особистий радник генерального директора ЮНЕСКО Федеріко Майора. З 1996 — отримує звання посла ЮНЕСКО.
У 2002—2007 роках З.Ліванелі — депутат турецького парламенту від «Республіканської народної партії».